# Ponte de Sor
Ponte de Sor é uma cidade portuguesa no distrito de Portalegre, na região do Alentejo e na sub-região do Alto Alentejo, com 7476 habitantes (2021). É a terceira maior cidade do distrito de Portalegre.
É sede do município de Ponte de Sor com 839,71 km² de área e 15 249 habitantes ,subdividido em 5 freguesias. O município é limitado a nordeste pelos municípios de Gavião e Crato, a leste por Alter do Chão, a sueste por Avis, a sul por Mora, a sudoeste por Coruche e a noroeste por Chamusca e Abrantes. É banhada pela Ribeira de Sor que atravessa grande parte do concelho.

## História e Monumentos
Existem referências a estas terras, que datam do final do século III, no reinado do imperador romano Marco Aurélio Probo, como fazendo parte da via militar romana entre Olissipo (Lisboa) e Mérida. 
No reinado de D. Duarte I de Portugal, na altura de um surto de peste em Lisboa, a Corte passou por este concelho, tendo o Rei vindo a falecer uns dias mais tarde em Abrantes para onde seguiu viagem. Na crónica relativa ao reinado daquele rei, Ruy Pina refere que D. Duarte contraiu uma lesão num ombro quando indicava a altura da muralha que se estava a construir na então pequena vila de Ponte de Sor. Segundo a mesma fonte, este episódio poderá ter contribuído para a morte do monarca.  
Em agosto de 1514, foi-lhe outorgado foral por D. Manuel I de Portugal. Com a integração dos extintos concelhos de Galveias, em 1834, e Montargil, em 1855, Ponte de Sor passou a ser a sede de um concelho muito maior, o que contribuiu para o seu desenvolvimento económico-social acentuado por comparação com as povoações em seu redor. 
Igualmente, a inauguração da ligação de caminho-de-ferro, em 1863, potenciou o estabelecimentos de indústrias de base endógena, destacando-se a corticeira, mas também o descasque de arroz e as moagens de cereais.  
Já na segunda metade do século XX, uma fábrica de borracha - CIMBOR -, antecedeu a fixação de uma fábrica da indústria automóvel de grandes dimensões - a INLAN, mais tarde renomeada Delphi, do grupo General Motors. Nos últimos anos do século XX, várias fábricas de média e grandes dimensões do setor da transformação de cortiça, fixaram-se em Ponte de Sor. Esta dinâmica permitiu ao concelho, em sentido contrário aos demais do Alto Alentejo, apresentar um ganho de população no censo de 2001.  
Atualmente, a economia do concelho é dominada, além dos serviços públicos ou financiados pelo setor público, pela indústria corticeira - unidades industriais do Grupo Amorim e Grupo Jorge Pinto de Sá -, agroalimentar - caso da Incopil, S.A. - e aeronáutica - empresas como a Tekever ou a Sevenair.  
A origem do nome da cidade, deve-se à existência da ponte romana sobre a  ribeira de Sor, sendo esta o ex-líbris do município

Dos principais monumentos históricos, destaca-se a ponte oitocentista sobre a ribeira de Sor; a Igreja Matriz, do início do século XX; a Capela do Senhor das Almas, possivelmente do final do século XVIII; o Teatro-Cinema da década de 1930; o edifício dos antigos Paços do Concelho, erguido em 1886; e a antiga Fábrica de Moagem de Cereais e Descasque de Arroz, hoje o Centro de Artes e Cultura de Ponte de Sor onde funciona a Biblioteca Municipal, o Arquivo Histórico Municipal e o Museu Municipal. 

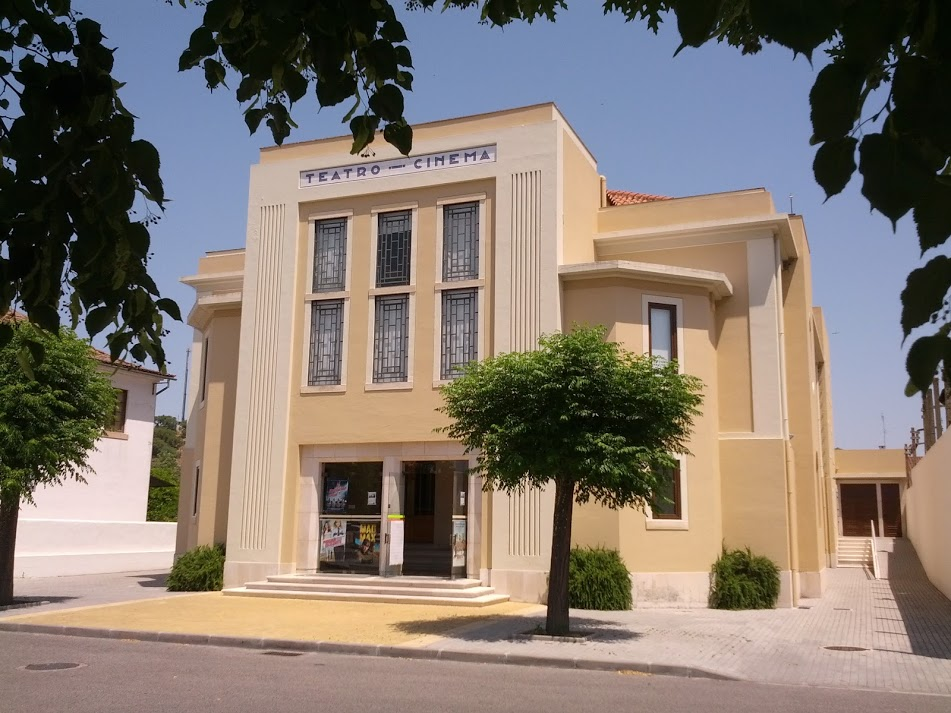
Cine-teatro de Ponte de Sor. Obra arquitetónica em estilo Art Déco, implantada na cidade de Ponte de Sor, na Av. Manuel Pires Filipe, junto ao Jardim do Campo da Restauração.

No município de Ponte de Sor, mas fora do seu núcleo urbano, encontram-se, por exemplo, a Igreja da Misericórdia de Galveias, classificada como Imóvel de Interesse Público; a Igreja da Misericórdia Montargil ou ainda a Capela de Santo António de Montargil.
Aconselha-se ainda a visita, na cidade de Ponte de Sor, ao parque situado nas margens da Ribeira de Sor.

## Economia e Indústria
A nível económico destaca-se, sobretudo, o setor corticeiro, existindo ainda um florescente setor de aeronáutica, como a empresa francesa DynAéro, o grupo Português G Air Group e a fábrica de aviões não-tripulados da Tekever Group.

## Equipamentos

### Educação
- Escola Básica de Ponte de Sor
- Escola Básica João Pedro de Andrade
- Escola Básica nº 1 de Montargil
- Escola Básica nº 2 de Montargil
- Escola Secundária de Ponte de Sor
- Escola Básica de Vale de Açor
- Escola Básica da Tramaga
- Escola Básica de Foros de Arrão
- Jardim de Infância da Santa casa da Misericórdia de Ponte de Sor
- Jardim de Infância "Cresce ao Sol"
- Escola Básica de Galveias
- Infantário Dona Anita em Galveias
- Centro de Formação Profissional de Ponte de Sor
- Universidade Sénior de Ponte de Sor
- Jardim-Escola João de Deus

### Outros
- Piscinas Municipais Descobertas
- Mercado Municipal
- Centro de Artes e Cultura
- Aeródromo de Ponte de Sôr
- Igreja Evangélica Congregacional Pontessorense

## Evolução da População do Município
Os Recenseamentos Gerais da população portuguesa, regendo-se pelas orientações internacionais da época (Congresso Internacional de Estatística de Bruxelas de 1853), tiveram lugar a partir de 1864.
De acordo com os dados do INE o distrito de Portalegre registou em 2021 um decréscimo populacional na ordem dos 11,5% relativamente aos resultados do censo de 2011. No concelho de Ponte de Sor esse decréscimo rondou os 8.8%.
| Número de habitantes★                    | Número de habitantes★ | Número de habitantes★ | Número de habitantes★ | Número de habitantes★ | Número de habitantes★ | Número de habitantes★ | Número de habitantes★ | Número de habitantes★ | Número de habitantes★ | Número de habitantes★ | Número de habitantes★ | Número de habitantes★ | Número de habitantes★ | Número de habitantes★ | Número de habitantes★ |
| ---------------------------------------- | --------------------- | --------------------- | --------------------- | --------------------- | --------------------- | --------------------- | --------------------- | --------------------- | --------------------- | --------------------- | --------------------- | --------------------- | --------------------- | --------------------- | --------------------- |
| 1864                                     | 1878                  | 1890                  | 1900                  | 1911                  | 1920                  | 1930                  | 1940                  | 1950                  | 1960                  | 1970                  | 1981                  | 1991                  | 2001                  | 2011                  | 2021                  |
| 5 388                                    | 5 996                 | 6 827                 | 8 092                 | 10 750                | 12 904                | 15 467                | 19 232                | 21 937                | 21 902                | 17 320                | 18 079                | 17 802                | 18 140                | 16 722                | 15 248                |
| Número de habitantes por Grupo Etário ★★ |                       |                       |                       |                       |                       |                       |                       |                       |                       |                       |                       |                       |                       |                       |                       |
|                                          |                       |                       | 1900                  | 1911                  | 1920                  | 1930                  | 1940                  | 1950                  | 1960                  | 1970                  | 1981                  | 1991                  | 2001                  | 2011                  | 2021                  |
| 0-14 Anos                                | 0-14 Anos             | 0-14 Anos             | 2 982                 | 4 083                 | 4 924                 | 5 641                 | 6 826                 | 6 756                 | 5 807                 | 3 975                 | 3 536                 | 3 126                 | 2 570                 | 2 113                 | 1 718                 |
| 15-24 Anos                               | 15-24 Anos            | 15-24 Anos            | 1 375                 | 2 107                 | 2 405                 | 3 231                 | 3 342                 | 4 267                 | 3 855                 | 2 590                 | 2 685                 | 2 290                 | 2 241                 | 1 713                 | 1 383                 |
| 25-64 Anos                               | 25-64 Anos            | 25-64 Anos            | 3 286                 | 4 175                 | 4 952                 | 6 150                 | 7 703                 | 9 515                 | 10 521                | 8 785                 | 8 901                 | 8 907                 | 9 022                 | 8 650                 | 7 684                 |
| = ou > 65 Anos                           | = ou > 65 Anos        | = ou > 65 Anos        | 245                   | 409                   | 555                   | 798                   | 904                   | 1 304                 | 1 719                 | 1 970                 | 2 957                 | 3 479                 | 4 307                 | 4 246                 | 4 463                 |

★ Número de habitantes "residentes", ou seja, que tinham a residência oficial neste município à data em que os censos  se realizaram	
★★ De 1900 a 1950 os dados referem-se à população "de facto", ou seja, que estava presente no município à data em que os censos se realizaram. Daí que se registem algumas diferenças relativamente à designada população residente

## Freguesias

Freguesias do município de Ponte de Sôr.

O município de Ponte de Sôr está dividido em 5 freguesias:
- Foros de Arrão
- Galveias
- Longomel
- Montargil
- Ponte de Sor, Tramaga e Vale de Açor

## Política

### Eleições autárquicas[9]
| Data | %            | V            | %     | V     | %       | V       | %              | V       | %              | V      | %              | V       | %              | V  | %              | V  | Participação |                |
| Data | FEPU/APU/CDU | FEPU/APU/CDU | PS    | PS    | PPD/PSD | PPD/PSD | AD             | AD      | CDS-PP         | CDS-PP | PSD-CDS        | PSD-CDS | BE             | BE | CH             | CH | Participação |                |
| ---- | ------------ | ------------ | ----- | ----- | ------- | ------- | -------------- | ------- | -------------- | ------ | -------------- | ------- | -------------- | -- | -------------- | -- | ------------ | -------------- |
| Data | 1976         | 44,02        | 3     | 34,05 | 3       | 18,13   | 1              |         |                |        |                |         |                |    |                |    |              | 66,27 / 100,00 |
| 1979 | 51,22        | 4            | 13,66 | 1     | AD      | AD      | 33,05          | 2       | AD             | AD     | 75,38 / 100,00 |         |                |    |                |    |              |                |
| 1982 | 59,80        | 5            | 12,62 | 1     | 23,70   | 1       |                |         |                |        | 70,35 / 100,00 |         |                |    |                |    |              |                |
| 1985 | 58,25        | 4            |       |       | 38,79   | 3       | 72,43 / 100,00 |         |                |        |                |         |                |    |                |    |              |                |
| 1989 | 42,27        | 3            | 29,65 | 2     | 24,17   | 2       | 65,59 / 100,00 |         |                |        |                |         |                |    |                |    |              |                |
| 1993 | 35,46        | 3            | 37,85 | 3     | 20,04   | 1       | 2,72           | -       | 67,47 / 100,00 |        |                |         |                |    |                |    |              |                |
| 1997 | 41,42        | 3            | 42,46 | 3     | 12,50   | 1       |                |         | 65,49 / 100,00 |        |                |         |                |    |                |    |              |                |
| 2001 | 34,28        | 3            | 52,83 | 4     | 9,47    | -       | 66,08 / 100,00 |         |                |        |                |         |                |    |                |    |              |                |
| 2005 | 25,37        | 2            | 54,44 | 4     | 14,62   | 1       | 1,60           | -       | 63,94 / 100,00 |        |                |         |                |    |                |    |              |                |
| 2009 | 24,13        | 2            | 58,32 | 4     | CDS-PP  | CDS-PP  | PPD/PSD        | PPD/PSD | 15,01          | 1      | 63,48 / 100,00 |         |                |    |                |    |              |                |
| 2013 | 21,18        | 2            | 58,21 | 5     | 8,92    | -       | 3,71           | -       |                |        | 3,73           | -       | 59,78 / 100,00 |    |                |    |              |                |
| 2017 | 17,30        | 1            | 68,26 | 6     | CDS-PP  | CDS-PP  | PPD/PSD        | PPD/PSD | 7,95           | -      | 2,95           | -       | 58,72 / 100,00 |    |                |    |              |                |
| 2021 | 14,34        | 1            | 64,08 | 6     | CDS-PP  | CDS-PP  | PPD/PSD        | PPD/PSD | 6,28           | -      | 3,42           | -       | 7,21           | -  | 51,34 / 100,00 |    |              |                |

### Eleições legislativas
| Data | %     | %     | %     | %    | %     | %        | %     | %     | %     | %     | %    | %   | %       | % | %  | %  |
| Data | PCP   | PS    | PSD   | CDS  | UDP   | APU/ CDU | AD    | FRS   | PRD   | PSN   | B.E. | PAN | PSD CDS | L | CH | IL |
| ---- | ----- | ----- | ----- | ---- | ----- | -------- | ----- | ----- | ----- | ----- | ---- | --- | ------- | - | -- | -- |
| 1976 | 35,87 | 33,25 | 13,66 | 6,80 | 1,17  |          |       |       |       |       |      |     |         |   |    |    |
| 1979 | APU   | 16,90 | AD    | AD   | 1,59  | 45,41    | 29,44 |       |       |       |      |     |         |   |    |    |
| 1980 | APU   | FRS   | AD    | AD   | 0,68  | 43,96    | 30,50 | 18,07 |       |       |      |     |         |   |    |    |
| 1983 | APU   | 23,30 | 18,86 | 5,87 | 0,74  | 45,11    |       |       |       |       |      |     |         |   |    |    |
| 1985 | APU   | 13,97 | 19,84 | 4,29 | 1,20  | 40,59    | 14,30 |       |       |       |      |     |         |   |    |    |
| 1987 | CDU   | 14,76 | 32,85 | 2,73 | 0,83  | 36,03    | 6,14  |       |       |       |      |     |         |   |    |    |
| 1991 | CDU   | 27,69 | 34,49 | 3,00 |       | 24,87    | 0,74  | 1,65  |       |       |      |     |         |   |    |    |
| 1995 | CDU   | 42,00 | 21,54 | 5,23 | 1,12  | 24,15    |       | 0,49  |       |       |      |     |         |   |    |    |
| 1999 | CDU   | 43,09 | 20,19 | 4,72 |       | 26,87    | 0,21  | 0,96  |       |       |      |     |         |   |    |    |
| 2002 | CDU   | 41,84 | 25,68 | 5,44 | 21,50 |          | 1,54  |       |       |       |      |     |         |   |    |    |
| 2005 | CDU   | 49,65 | 16,95 | 3,41 | 21,01 | 4,92     |       |       |       |       |      |     |         |   |    |    |
| 2009 | CDU   | 35,33 | 18,03 | 7,12 | 21,09 | 11,69    |       |       |       |       |      |     |         |   |    |    |
| 2011 | CDU   | 29,39 | 26,08 | 9,47 | 21,22 | 5,09     | 0,61  |       |       |       |      |     |         |   |    |    |
| 2015 | CDU   | 40,52 | CDS   | PSD  | 18,82 | 9,88     | 0,72  | 21,59 | 0,46  |       |      |     |         |   |    |    |
| 2019 | CDU   | 43,76 | 15,19 | 2,88 | 15,64 | 9,39     | 1,62  |       | 0,43  | 2,74  | 0,51 |     |         |   |    |    |
| 2022 | CDU   | 50,15 | 16,41 | 0,94 | 10,92 | 3,79     | 0,56  | 0,48  | 10,96 | 2,42  |      |     |         |   |    |    |
| 2024 | CDU   | 35,88 | AD    | AD   | 8,73  | 17,76    | 3,80  | 0,99  | 1,60  | 23,51 | 2,31 |     |         |   |    |    |